# Miniopterus mahafaliensis
Miniopterus mahafaliensis — вид родини Лиликові (Vespertilionidae), ссавець ряду лиликоподібні (Vespertilioniformes, seu Chiroptera).

## Етимологія
Назва походить від мадагаскарського слова mahafaly, це означає, «робити табу».

## Морфологія
Невеликого розміру, із загальною довжиною між 87 і 96 мм, довжина передпліччя між 35 і 40 мм, довжина хвоста між 38 і 48 мм, довжиною стопи від 6 до 7 мм, довжиною вух 9 і 11 мм, а вага до 7,3 гр.
Шерсть довга і густа. Загальне забарвлення тіла буре, з кінчики волосся на черевній частини світло-сірого кольору. Лоб дуже високий, ніс вузький і з дуже маленькими ніздрями. Вуха маленькі, круглі й з кінцями злегка витягнутими. Козелки відносно довгі, широкі, з ребрами. Крилові мембрани коричневі. Хвіст дуже довгий.

## Середовище проживання
Цей вид поширений на центральному заході Мадагаскару. Живе в колючих лісах.

## Життя
Харчується комахами. Спочиває у печерах.